# Байер, Ульрих
У́льрих Ба́йер (нем. Ulrich Beyer; 23 июля 1947, Рёдделин — 20 октября 1988, Франкфурт-на-Одере) — немецкий боксёр полусредней весовой категории, в 1970-х годах выступал за сборную ГДР. Участник двух летних Олимпийских игр, чемпион Европы, обладатель бронзовой медали чемпионата мира, победитель многих международных турниров и национальных первенств.

## Биография
Ульрих Байер родился 23 июля 1947 года в деревне Рёдделин близ города Темплин (ныне — федеральная земля Бранденбург). Побеждать на юниорском уровне начал в возрасте восемнадцати лет, тогда как на взрослом уровне дебютировал в 1968 году, в полусредней весовой категории сумел занять третье место первенства ГДР. Национальным чемпионом впервые стал в 1970 году (впоследствии повторил это достижение ещё шесть раз), после этой победы был включён в основной состав национальной сборной.
В 1971 году на чемпионате Европы в Мадриде Байер неожиданно для всех завоевал золотую медаль, победив всех своих соперников в полусреднем весе. Благодаря череде удачных выступлений удостоился права защищать честь страны на летних Олимпийских играх 1972 года в Мюнхене, возлагал на этот турнир большие надежды, однако в первом же матче встретился с американцем Шугар Рэй Силсом и проиграл ему со счётом 2:3. Через год Байер выиграл бронзу на европейском первенстве в Белгараде, ещё через год съездил на впервые проведённый чемпионат мира в Гавану, откуда тоже привёз медаль бронзового достоинства.
На чемпионате Европы 1975 года в Катовице Ульрих Байер вновь получил бронзовую награду (на стадии полуфиналов не смог одолеть советского боксёра Валерия Лимасова). Оставаясь в числе лидеров сборной, прошёл квалификацию на Олимпийские игры в Монреаль, дошёл до стадии четвертьфиналов, где со счётом 5:0 был побеждён американцем Шугар Рэй Леонардом, будущим многократным чемпионом мира среди профессионалов. 1977 год получился последним в спортивной карьере Байера, он выиграл серебряную медаль на первенстве Европы в Галле, в очередной раз стал чемпионом ГДР и принял решение покинуть сборную.
После завершения карьеры Байер некоторое время работал тренером по боксу, был помощником Манфреда Вольке, когда тот в 1980-е годы занимался подготовкой такого известного боксёра как Генри Маске.
Умер 20 октября 1988 года во Франкфурте-на-Одере.